# Тритоновый какаду
Тритоновый какаду, или новогвинейский большой желтохохлый какаду (лат. Cacatua galerita triton) — птица семейства какаду. Подвид большого желтохохлого какаду.

## Внешний вид
Длина тела 46-50 см, крыла 26-35 см; масса 550—693 г. Самец крупнее самки. Оперение белое. Маховые крылья, хвост и щёки желтоватые. Хохол лимонного цвета, загнут вверх. Окологлазничное кольцо бледно-голубое. Клюв тёмно-серый. Лапы серые. Радужка у самца чёрная, у самки — коричневая с красноватым отливом.

## Образ жизни
Населяют саванны, тропические и пойменные леса, равнины заросшие травой, редколесья, возделываемые земли. Держатся мелкими и крупными стаями. Кормятся в основном на верхушках деревьев, иногда и на земле. Во время кормёжки на открытых площадях 2-3 птицы исполняют роль стражей, которые при опасности взлетают в воздух с громким визгом. Питаются орехами, семенами, плодами, ягодами, цветами, почками, корнями, насекомыми и их личинками. Являются вредителем культурных посевов.

## Размножение
Гнёзда устраивают в дуплах высоких деревьев, растущих около воды. В кладке 2-3 яйца. Насиживание длится 28-30 дней. Яйца высиживают оба родителя. Птенцы покидают гнездо в возрасте 3 месяца, но ещё 3-4 недели их кормят родители.

## Содержание
Довольно часто встречается как обитатель клеток. Продолжительность жизни более 40 лет.